# Ronald Coase
Ronald Harry Coase, född 29 december 1910 i Willesden, Brent, London, död 2 september 2013 i Chicago, Illinois, var en brittisk nationalekonom, verksam i Storbritannien och USA, som belönades med Sveriges Riksbanks pris i ekonomisk vetenskap till Alfred Nobels minne 1991. Han har utmärkt sig genom att skilja sig från den traditionella nationalekonomin med sin ovillighet att acceptera matematiseringen av ekonomin som ökat under 1900-talet. Coase var aktiv nationalekonom länge och skrev så sent som 2000 en uppmärksammad artikel om General Motors köp av karosstillverkaren Fisher Body. Coase avled den 2 september 2013.

## Transaktionskostnader
Coase skrev 1937 en berömd artikel med titeln The Nature of the Firm där han ställde sig frågan: Om marknaden är så bra på sin uppgift, varför finns det då företag som ju är planekonomiska till sin natur. Varför anställde företag personer och byggde upp avdelningar när man lika gärna kunde köpa varor och tjänster på marknaden. Genom att fråga företagare och generalisera deras svar drog han slutsatsen att transaktionskostnaderna styr. Marknadens erbjudanden måste granskas och värderas och kontrakt måste skrivas. Det kräver både tid och pengar att göra en transaktion på marknaden. Om effektivitetsförlusten som uppstår i företagets planekonomi är mindre än transaktionskostnaderna för att köpa tjänsten eller varan på marknaden så kommer företagaren att anställa folk och tillverka varan eller utföra tjänsten i företagets regi.

## Miljöekonomi
1960 publicerade Coase uppsatsen "The Problem of Social Cost". som behandlar externa kostnader som t.ex. miljöproblem. Innan Coases uppsats hade åsikten varit att sådana problem inte kunde hanteras av marknaden. Han visar att om transaktionskostnaden var noll kan marknaden hantera problemet ur ett samhällsekonomiskt perspektiv oavsett vem som bär ansvaret för de externa kostnaderna. Det viktiga är att ett ansvar finns. 

## Andra intressen
Coase var också mycket intresserad av arkeologi. När han tilldelades nobelpriset var han upptagen med att studera ruinerna i Kartago.